# 청주 경씨
청주 경씨(淸州 慶氏)는 충청북도 청주시를 본관으로 하는 한국의 성씨이다.

## 역사
시조 경진(慶珍)이 고려 명종 때 서경(西京)에서 반란을 일으킨 조위총(趙位寵)의 세력을 평정하는 데 공을 세워서 중서시랑평장사(中書侍郞平章事)가 되었다. 경진의 아들 경대승(慶大升)은 1179년 무신 정권 때 정중부를 살해하고 정권을 장악했다.
이후 세계가 실전되어 고려 고종 때 호부상서를 지낸 경번(慶蕃)을 1세조로 하고 있다. 경번의 손자 경사만(慶斯萬)이 충숙왕비 명덕태후(明德太后)의 조카딸과 혼인하여 우대언(右代言)이 되었다. 
경사만의 아들 경복흥(慶復興)은 고려 공민왕 때 문하시중(門下侍中)을 역임하였고, 청원부원군(淸原府院君)에 봉해졌다. 
경복흥의 장자 경보(慶補)가 조선 개국공신에 책봉되어 찬성사(贊成事)에 이르렀고, 차자 경의(慶儀)는 회군공신(回軍功臣)에 녹훈되고 서북면병마도절제사(西北面兵馬都節制使)로 평양윤(平壤尹)을 겸하였다.

## 인물
- 경대승(慶大升, 1154년 ~ 1183년) : 중서시랑평장사(中書侍郞平章事) 경진(慶珍)의 아들. 15세에 음서(蔭敍)로 교위(校尉)에 임명된 뒤 차차 벼슬이 올라 장군이 되었다. 1179년(고려 명종 8) 정중부(鄭仲夫) 등을 제거하고 정권을 장악하였다. 도방(都房)을 설치하고 문관과 무관을 고루 등용하여 무신정변으로 와해된 조정의 질서를 회복하려 했으나 1183년 30살의 나이로 병사하였다.
- 경사만(慶斯萬) : 충숙왕의 비 명덕태후(明德太后)의 조카딸과 혼인하여 1321년(충숙왕 8) 좌부대언이 되고, 1324년에 우대언(右代言)이 되었다.
- 경복흥(慶復興, ? ~ 1380년) : 경사만의 아들. 공민왕 때 군부사(軍簿司)판서로 등용되고, 추밀원(樞密院)판사·참지문하정사(參知門下政事)를 역임하였으며, 기철(奇轍)을 숙청한 공으로 1등 공신에 책록되었다. 1360년(공민왕 9) 홍건적을 물리친 공으로 진충동덕협보공신(盡忠同德協輔功臣)이 되었으며, 평장사(平章事)·수문하시중(守門下侍中)에 올랐다. 1363년 최유(崔濡)가 덕흥군(德興君)을 추대하여 군사 1만을 이끌고 침입하자, 서북면도원수가 되어 최영(崔瑩) 등과 함께 이를 물리치고 좌시중이 되었다. 1365년(공민왕 14)에 수시중(守侍中)이 되고 청원부원군(淸原府院君)에 봉해졌다. 시호는 정렬(貞烈)이다.
- 경보(慶補, 1323년 ~ 1406년) : 경복흥의 장자. 고려 말에 밀직부사, 도순문사, 판자혜부사(判慈惠府事) 등을 지내고 조선개국 2등공신에 책봉되어 검교 의정부좌정승(檢校議政府左政丞) 찬성사(贊成事)에 이르렀다. 시호는 양정(良靖)이다.
- 경의(慶儀, ？ ~ 1395년) : 경복흥의 아들. 1377년(우왕 3) 4월 밀직부사로서 서경도순문사 겸 서북면부원수(西京都巡問使兼西北面副元帥)가 되고, 1390년(공양왕 2) 4월 전원주등처병마절제사(前原州等處兵馬節制使)로서 무진회군공신(戊辰回軍功臣)에 녹훈되었다. 1393년 참찬문하부사(參贊門下府事)로서 회군2등공신(回軍二等功臣)에 녹훈되고, 서북면병마도절제사(西北面兵馬都節制使)로 평양윤(平壤尹)을 겸하였다. 시호는 순절(順節)이다.
- 경유공(慶由恭) : 야인정벌에 군공을 세워 첨지중추부사에 오르고, 1481년 경상도병마절도사, 1484년 영안남도병마절도사(永安南道兵馬節度使)가 되었다.
- 경준(慶俊) : 경유선(慶由善)의 아들. 음직으로 종2품 승사랑(承仕郎)에 올랐다가, 1466년(세조 12) 강원도에서 실시한 문과별시에 아원(亞元)으로 급제하여 승정원주서에 제수되었고, 예종이 즉위하자 공조좌랑으로 승진했다. 1476년(성종 7) 사헌부장령, 1487년 우부승지·좌부승지 등을 역임하고, 1489년 첨지중추부사(僉知中樞府事)에 이르렀다.
- 경세창(慶世昌) : 1494년(성종 25) 별시문과에 병과로 급제하여 중종조에 대사간·도승지·황해도관찰사·한성부좌윤·호조참판 등을 역임하였다.
- 경세인(慶世仁, 1491년 ~ ) : 1519년(중종 14) 현량과에 급제하여 정자·저작을 역임하고, 박사가 되었으나, 기묘사화가 일어나자 파직되었다. 저서로 『경재유고(敬齋遺稿)』·『경연강독록(經筵講讀錄)』이 있다.
- 경혼(慶渾, 1498년 ~ 1568년) : 경복흥의 7세손. 할아버지는 진산군수(珍山郡守) 경면(慶綿)이고, 아버지는 지평 경세청(慶世淸)이다. 1533년 별시문과에 병과로 급제하여 1548년(명종 3) 대사간이 되었고, 병조참의를 거쳐 홍문관부제학이 되었다. 그 뒤 충청도관찰사를 거쳐 예조·이조·호조·병조의 참의를 역임한 뒤 좌부승지가 되었고, 1561년 장례원판결사로 활동했다.
- 경섬(慶暹, 1562년 ~ 1620년) : 경혼의 손자. 1590년(선조 23) 증광문과에 병과로 급제하여 삼사의 요직을 두루 거치고 1618년(광해군 10) 호조참판에 이르렀다.
- 경최(慶冣, 1626년 ~ 1688년) : 경섬의 손자이자 경유후의 셋째 아들. 1653년(효종 4) 별시문과에 을과로 급제하고, 1656년 문과중시에 병과로 급제하여 정언(正言)·장령(掌令)·승지(承旨)·경기도관찰사·충청도관찰사 등을 거쳐, 도승지에 올랐다.
- 경성회(慶聖會, 1657년 ~ 1728) : 경최의 아들. 1711년(숙종 37) 식년 문과에 급제하여 사헌부장령, 길주목사 등을 역임하고 승정원승지(承政院承旨)에 이르렀다.
- 경청호(慶淸浩, 1953년 ~ ) : 현대백화점그룹 부회장
- 경대수(慶大秀, 1958년 ~ ) : 대한민국 검사. 제19·20대 국회의원.
- 경계현(慶桂顯, 1963년 ~ ) : 삼성전자 대표이사 사장
- 경정익(慶禎益, 1958년 ~ ) : 행정학박사, 명지대학교 교수

## 과거 급제자
청주 경씨는 조선시대 과거 급제자 109명(문,무과 급제자 26명)을 배출하였다.

[현재533개 성씨중 인구 천명당 급제자수 5위이내의 성씨]
고려 사마
경습(慶習)
문과
경대유(慶大有) 경섬(慶暹) 경성회(慶聖會) 경세인(慶世仁) 경세창(慶世昌)
경수공(慶秀恭) 경수량(慶秀良) 경숙(慶俶) 경시성(慶時成) 경재관(慶再觀)
경준(慶俊) 경최(慶㝡) 경최(慶㝡) 경혼(慶渾)
무과
경상룡(慶翔龍) 경선(慶善) 경선찬(慶善贊) 경성희(慶聖熙) 경숙(慶橚)
경언희(慶彦熙) 경응길(慶應吉) 경인(慶寅) 경일회(慶一會) 경즙(慶濈)
경택(慶澤) 경필창(慶弼昌)
생원시
경대복(慶大復) 경명회(慶明會) 경무(慶懋) 경문회(慶文會) 경산두(慶山斗)
경섬(慶暹) 경세신(慶世新) 경세창(慶世昌) 경순(慶詢) 경순인(慶純仁)
경시경(慶時經) 경시정(慶時貞) 경오(慶𡪿) 경욱(慶煜) 경원회(慶元會)
경주(慶肘) 경준(慶焌) 경준(慶遵) 경지회(慶之會) 경천회(慶千會)
경침(慶沈) 경택중(慶宅重) 경필(慶佖) 경훈(慶勳)
진사시
경가회(慶嘉會) 경곤(慶㫻) 경기주(慶箕疇) 경내후(慶來後) 경담(慶譚)
경대유(慶大有) 경대후(慶大後) 경반룡(慶攀龍) 경빈(慶賓) 경석린(慶錫麟)
경세인(慶世仁) 경세창(慶世昌) 경수공(慶秀恭) 경수량(慶秀良) 경숙(慶俶)
경순인(慶純仁) 경시경(慶時經) 경심(慶深) 경연후(慶延後) 경우(慶愚)
경운회(慶雲會) 경재천(慶再天) 경채(慶寀) 경최(慶㝡) 경치국(慶致國)
경하(慶ꕜ) 경해(慶諧) 경헌(慶憲) 경혼(慶渾)
역과
경석(慶鉐) 경홍운(慶弘運)
의과
경국창(慶國昌) 경기창(慶起昌) 경면(慶冕) 경석운(慶碩運) 경성운(慶成運)
경시행(慶時行) 경예(慶輗) 경옥(慶鈺) 경우(慶雩) 경전(慶銓)
경집(慶輯) 경치일(慶致一) 경치학(慶致學) 경필영(慶必永) 경현(慶絢)

## 조선 왕실과의 인척관계
- 숙신옹주(정종의 차녀)의 사위 경유순(慶由淳)

## 항렬자
| 16세          | 17세              | 18세          | 19세              | 20세          | 21세     | 22세   | 23세     | 24세   | 25세              | 26세          | 27세              | 28세          | 29세              | 30세          | 31세              |
| ------------- | ----------------- | ------------- | ----------------- | ------------- | -------- | ------ | -------- | ------ | ----------------- | ------------- | ----------------- | ------------- | ----------------- | ------------- | ----------------- |
| 상(祥) 휴(休) | 口성(聖) 口래(來) | 시(時) 선(善) | 口래(來) 口이(履) | 대(大) 성(星) | 口재(再) | 중(重) | 口석(錫) | 호(浩) | 口기(箕) 口수(秀) | 현(顯) 문(文) | 口규(奎) 口광(匡) | 구(九) 윤(允) | 口제(濟) 口준(濬) | 근(根) 식(植) | 口보(普) 口익(益) |

## 본관
청주(淸州)는 충청북도 중서부에 있는 시이다. 마한의 땅이었다가 백제시대에 상당현(上黨縣)이라고 하였다. 685년(신라 문무왕 5) 서원소경(西原小京)을 두었고, 757년(경덕왕 16) 서원경(西原京)으로 승격하였다. 940년(고려 태조 23) 청주(淸州)로 지명을 고쳤고 983년(성종 2) 청주목이 된 뒤 995년(성종 14)에는 절도사를 두었다. 1012년(현종 3)에 안무사로 바뀌었다. 1018년에 전국에 8개 목(牧)을 설치함에 따라 다시 청주목이 되고, 양광도(楊廣道)에 소속되었다. 1310년(충선왕 2)에 청주는 주(州)로 강등되었다가 1356년(공민왕 5)에 다시 청주목으로 복구되었다. 《세종실록지리지》에 충청도 청주목의 토성(土姓)으로 한(韓)·이(李)·김(金)·곽(郭)·손(孫)·경(慶)·송(宋)·고(高)·준(俊)·양(楊)·동방(東方)·정(鄭) 12성이 기록되어 있다. 1896년에 충청북도 청주군이 되었고, 1946년에는 청주부(淸州府)로 승격하였다가 청주시로 개칭되었다.

## 문화재
충청북도 청주시 상당구 지북동 산32-2에 위치한 청주경씨 시조묘역(淸州慶氏 始祖墓域)이 청주시의 향토유적 제148호로 지정되었다.